# Большесундырское сельское поселение (Моргаушский район)
Большесунды́рское се́льское поселе́ние (чув. Мăн Сĕнтĕр ял тăрăхĕ) — муниципальное образование в составе Моргаушского района Чувашской Республики. Административный центр — село Большой Сундырь.

## География
Большесундырская сельская администрация Моргаушского района расположена в 20 км к северу от районного центра — села Моргауши.

Поселение граничит: на севере — с землями Горномарийского района Республики Марий Эл, на востоке — с землями Ильинского и Кадикасинского сельских поселений Моргаушского района, на юге — с землями Юнгинского и Москакасинского сельских поселений Моргаушского района, на западе — с землями Ювановского сельского поселения Ядринского района. 

В восточной части поселения проходит автомагистраль Р173 «Чебоксары — Козьмодемьянск».

Земли поселения расположены в бассейнах притоков Волги — рек Сундырь (с притоком Кожважка) и Юнга.

## Состав поселения
В состав сельской администрации входят 19 населённых пунктов: 
| №  | Населённый пункт  | Тип населённого пункта       |
| -- | ----------------- | ---------------------------- |
| 1  | Адикасы           | Деревня                      |
| 2  | Большие Татаркасы | Деревня                      |
| 3  | Большое Карачкино | Село                         |
| 4  | Большой Сундырь   | Село, административный центр |
| 5  | Верхние Олгаши    | Деревня                      |
| 6  | Вомбакасы         | Деревня                      |
| 7  | Ешмолай           | Деревня                      |
| 8  | Кармыши           | Деревня                      |
| 9  | Кумыркасы         | Деревня                      |
| 10 | Малые Татаркасы   | Деревня                      |
| 11 | Мижары            | Деревня                      |
| 12 | Нижние Олгаши     | Деревня                      |
| 13 | Новое Шокино      | Деревня                      |
| 14 | Ойкасы            | Деревня                      |
| 15 | Оргум             | Деревня                      |
| 16 | Токшики           | Деревня                      |
| 17 | Турикасы          | Деревня                      |
| 18 | Шупоси            | Деревня                      |
| 19 | Ямолкино          | Деревня                      |

## Население
| 2010  | 2012  | 2013  | 2014  | 2015  | 2016  | 2017  |
| ----- | ----- | ----- | ----- | ----- | ----- | ----- |
| 3403  | ↘3376 | ↗3380 | ↗3414 | ↘3381 | ↘3378 | ↘3338 |
| 2018  | 2019  | 2020  | 2021  |       |       |       |
| ↘3295 | ↘3229 | ↘3159 | ↘3156 |       |       |       |

По данным Всероссийской переписи населения 2002 года в населённых пунктах Большесундырского и Большекарачкинского сельских советов проживали 3633 человека, численно преобладающая национальность — чуваши.

## Люди, связанные с поселением
- Анисимов Яков Анисимович (1906, Ягаткино (по др. данным — Ойкас-Абаши), Ядринский уезд — 1944, ок. Эрчи[венг.], Венгрия) — Герой Советского Союза. В январе–ноябре 1938 года — первый секретарь Сундырского райкома ВКП(б). Накануне Великой Отечественной войны служил в должности военного комиссара Сундырского РВК.
- Анисов Валериан Фёдорович (1899, Большой Сундырь, Козьмодемьянский уезд — 1970, неизв.) — организатор здравоохранения, работал заведующим Сундырской больницей (1921—1922), санитарным врачом Цивильской больницы (1922—1925), эпидемиологом Наркомата здравоохранения Чувашской АССР (1926—1933). Организатор изучения распространённости инфекционных и социальных болезней, создания диспансеров для лечения больных туберкулёзом, венерическими болезнями, трахомой, малярией, инфекционных отделений при больницах. Заслуженный врач РСФСР (1940). Награждён орденами Ленина, Красного Знамени (дважды), медалями[17].
- Багров Матвей Иванович (1874, Мартынкино, Ядринский уезд — 1952, Большой Сундырь, Моргаушский район) — учитель. Участник Первой мировой войны, Окончил Симбирскую чувашскую учительскую школу (1894). Работал учителем в Тиушской Ядринского уезда и Токшикской Козьмодемьянского уезда начальных школах (1895/96). В 1897—1952 годах — учитель Большесундырской земской школы, затем учитель, директор Большесундырской средней школы Моргаушского района. Заслуженный учитель школы РСФСР (1940). Награждён орденом Ленина (дважды), медалями[18].
- Валицкая Крета Лазаревна (р. 1940, Большой Сундырь, Моргаушский район) — партийный и государственный деятель. В 1983—1991 гг. — первый секретарь Московского и Калининского райкомов в Чебоксарах, Чебоксарского горкома КПСС. В 1994—2002 гг. — министр труда и занятости населения, руководитель Департамента Федеральной государственной службы занятости по Чувашской Республике. С августа 2002 года по январь 2005 года — первый заместитель главы администрации Чебоксар. Заслуженный экономист Чувашской Республики (2000). Награждена орденом «Знак Почёта» (дважды). Почётный гражданин городов Ядрин, Чебоксары и Моргаушского района[19].
- Троянов Лев Сергеевич (1902, Большой Сундырь, Козьмодемьянский уезд — 1984, Ленинград) — советский конструктор бронетехники, специалист в области создания танков и самоходных артиллерийских установок. Дважды лауреат Сталинской премии первой степени (1943, 1946). Доктор технических наук.

## Археология
В 0,5 км к западу от деревни Верхние Олгаши на краю правого берега реки Сундырка находится группа из 16 курганов абашевской культурно-исторической общности.